# Villers-aux-Bois
Villers-aux-Bois é uma comuna francesa na região administrativa do Grande Leste, no departamento de Marne. Estende-se por uma área de 5.11 km², e possui 326 habitantes, segundo o censo de 2018, com uma densidade de 64 hab/km².